# دانشگاه اقتصاد و بنگاه اقتصادی
دانشگاه اقتصاد و بنگاه اقتصادی (به لاتین: University of Economy and Enterprise) یک دانشگاه در قرقیزستان است که در جلال‌آباد، قرقیزستان واقع شده‌است.